# オヴァール軍用飛行場
オヴァール軍用飛行場（ポルトガル語：Aeródromo Militar de Ovar）または、第1戦略飛行場（Aeródromo de Manobra Nº.1、AM1）は、ポルトガルアヴェイロ県オヴァール郊外にあるポルトガル空軍の飛行場。周辺は海岸沿いに森林地帯となっている。
オヴァール飛行場に与えられた任務は即応軍用飛行場として機能することであり、ポルトガル空軍のみならず北大西洋条約機構も使用する。このため常設の部隊は配置されていない。
都市伝説には冷戦時代に地下秘密基地が設けられ、そこには核兵器やNATOの航空機が十分に配備・保管されていると考えられていた。